# 程思寒
程思寒（1961年—2019年11月6日），又名程逝寒，黑龙江佳木斯人，中国大陆男演员，有“黄金配角”之称。代表作《武林外史》、《风云：雄霸天下》、《小鱼儿与花无缺》、《西游降魔篇》等。